# كورت ماير (أستاذ جامعي)
كورت ماير (بالألمانية: Curt Meyer)‏ هو رياضياتي ألماني، ولد في 19 نوفمبر 1919 في Lehe ‏ في ألمانيا، وتوفي في 18 أبريل 2011 في Herkenrath ‏ في ألمانيا.